# Вольф-Рюдігер фон Рабенау
Вольф-Рюдігер фон Рабенау (нім. Wolf-Rüdiger von Rabenau; 7 січня 1908, Шпандау — 31 березня 1942, Північне море) — німецький офіцер-підводник, корветтен-капітан крігсмаріне.

## Біографія
1 квітня 1933 року вступив на флот. З червня 1938 року — вахтовий і дивізійний офіцер на навчальному кораблі «Сілезія». З 1 квітня по 29 вересня 1940 року пройшов курс підводника, з 30 вересня по 29 листопада — курс командира підводного човна. З 30 листопада 1940 року — командир підводного човна U-10, з 10 червня по 6 липня 1941 року — U-52, з 3 вересня 1941 року — U-702. 30 березня 1942 року вийшов у свій перший і останній похід. Наступного дня U-702 підірвався на міні британського мінного поля FD 37, виставленого французькою субмариною «Рубі» у Північному морі західніше Данії (56°34′ пн. ш. 06°16′ сх. д.). Всі 44 члени екіпажу загинули.

## Звання
- Кандидат в офіцери (1 квітня 1933)
- Морський кадет (4 листопада 1932)
- Фенріх-цур-зее (1 липня 1934)
- Оберфенріх-цур-зее (1 вересня 1935)
- Лейтенант-цур-зее (1 січня 1936)
- Оберлейтенант-цур-зее (1 жовтня 1937)
- Капітан-лейтенант (1 червня 1939)
- Корветтен-капітан (1 квітня 1942, посмертно)

## Нагороди
- Медаль «За вислугу років у Вермахті» 4-го класу (4 роки)
- Залізний хрест 2-го класу (6 жовтня 1939)
- Нагрудний знак флоту (31 серпня 1942)